# Carlos Merino
Carlos Merino González (Bilbao, 15 marzo 1980) è un ex calciatore spagnolo, di ruolo centrocampista.